# Terence Stansbury
Terence R. Stansbury (Los Ángeles, California, 27 de febrero de 1961) es un exjugador y exentrenador de baloncesto estadounidense que, tras jugar tres temporadas en la NBA, desarrolló prácticamente el resto de su carrera en Europa, jugando en 5 países diferentes durante 16 años. Con 1,96 metros de altura, jugaba en la posición de Base.

## Trayectoria deportiva

### Universidad
Jugó durante 4 temporadas con los Owls de la Universidad de Temple, en las que promedió 15,7 puntos y 3,4 rebotes, con un porcentaje de tiro del 45,6%. Es en la actualidad el segundo máximo anotador histórico de Temple, con 1.811 puntos.

### Profesional
Fue elegido en el puesto 15 del Draft de la NBA de 1984 por Dallas Mavericks, quienes lo traspasaron inmediatamente a Indiana Pacers. Allí jugó durante dos temporadas, antes de ser traspasado a Seattle Supersonics, donde su papel de noveno-décimo hombre le hizo plantearse el ir a jugar al baloncesto europeo.
Tras pasar un año en la CBA, llegó a la liga francesa, concretamente al Levallois, donde permaneció 6 temporadas. Tras un año en blanco, se recorrió media Europa jugando casi siempre en equipos de segundo nivel, salvo la temporada que jugó en el AEK Atenas de la liga griega. Se retiró en 2003, en el BSW Weert holandés, con 42 años.

## Curiosidades
- En sus tres temporadas en la NBA participó en el Concurso de Mates, llegando en todas ellas a semifinales.
- Su hija Tiffany juega en la actualidad con Minnesota Lynx en la WNBA.
- La revista francesa Maxi Basket lo calificó como le Michael Jordan de l'Europe.